# Communauté de communes de Charenton-le-Pont Saint-Maurice
La communauté de communes de Charenton-le-Pont Saint-Maurice est une ancienne intercommunalité française, située dans le département du Val-de-Marne, dans la région Île-de-France.

## Le territoire communautaire

### Composition
| Nom                       | Code Insee | Gentilé       | Superficie (km2) | Population (dernière pop. légale) | Densité (hab./km2) |
| ------------------------- | ---------- | ------------- | ---------------- | --------------------------------- | ------------------ |
| Charenton-le-Pont (siège) | 94018      | Charentonnais | 1,85             | 30 774 (2014)                     | 16 635             |
| Saint-Maurice             | 94069      | Mauritiens    | 1,43             | 14 874 (2014)                     | 10 401             |

## Démographie
| 1999   | 2012   | 2013   |
| ------ | ------ | ------ |
| 39 330 | 45 018 | 45 335 |

## Historique
La communauté a été créée par arrêté préfectoral le 25 août 2003.
Dans le cadre de la mise en œuvre de la volonté gouvernementale de favoriser le développement du centre de l'agglomération parisienne comme pôle mondial est créée, le 1er janvier 2016, la métropole du Grand Paris (MGP), dont la commune est membre.
La loi portant nouvelle organisation territoriale de la République du 7 août 2015 prévoit également la création de nouvelles structures administratives regroupant les communes membres de la métropole, constituées d'ensembles de plus de 300 000 habitants, et dotées de nombreuses compétences, les établissements publics territoriaux (EPT).
Les communes de la communauté de communes ont donc été intégrées le 1er janvier 2016 à l'établissement public territorial Paris-Est-Marne et Bois, qui s'est substitué à l'ex-Communauté de communes de Charenton-le-Pont Saint-Maurice.

## Fonctionnement

### Les élus
Le dernier président était Jean-Marie Brétillon. Le dernier vice-Président était Christian Cambon.

### Compétences
- Aménagement de l’espace
- Actions de développement économique et d’aide à l’emploi
- Protection et mise en valeur de l’environnement
- Culture
- Transport
- Actions commémoratives et festives
- Archives